# Susanne Rikus
Susanne Rikus (* 1968 in Höxter, Westfalen) ist eine deutsche Künstlerin. Interkulturell agierend, bedient sie sich einer Vielzahl von Ausdrucksmöglichkeiten. Neben Malerei, Fotografie, Gesang, Tanz und Performance konstruiert sie auch begehbare Klangskulpturen und Themenhäuser, wo sie architektonisch neue Blickwinkel auslotet. Im Zentrum ihres Kunstschaffens steht die Auseinandersetzung mit Zeugnissen alter Traditionen und (im)materiellem Kulturgut vor Ort.

## Leben und Werk
Nach Susanne Rikus’ Diplomabschluss im Fachbereich Architektur 1992 und dem Ausüben des Berufs folgten Arbeitsaufenthalte in Ländern Europas, auf Hawaii, in Mexiko, Kanada, Chicago und New York. Wenige Monate nach der Verleihung des Kulturpreises des Kreises Höxter 1994 wurde ihre Kunst- und Architekturkarriere durch einen schweren Autounfall unterbrochen. Auf dieser existenziellen Erfahrung gründet seither ihr künstlerisches Werk. Nach einer Tanzausbildung sowie einem Gaststudium in Vancouver (Kanada) und Dozententätigkeit im In- und Ausland (u. a. Chicago Columbia College, Fachhochschule Holzminden-Hildesheim) und Studienreisen durch viele Länder Europas, durch Südafrika und Kanada, lebt und wirkt sie heute zeitweise auf Sardinien oder Hawaii. Seit 1996 führt sie eine eigene Galerie, seit 2014 in den Heckmann-Höfen in Berlin-Mitte.
Susanne Rikus arbeitet vor Ort mit dem uralten und reichen Wissen der jeweiligen Kultur, das sie sich aneignet. Hieraus entwickelt sie teils prozesshaft Schicht um Schicht, teils sehr spontan farbig expressive Malerei mit vielfach thematischen Bezügen. Häufig birgt diese Ästhetik sprengende und zugleich bergende Momente und erzeugt eine starke Energie, die sich in der jeweiligen künstlerischen Form verdichtet. Archetypisches Wissen im Dialog der Kulturen bringt Susanne Rikus außerdem durch Tanz, Musik und Gesang oder Performances körperlich zum Ausdruck.
In einer von der Künstlerin entwickelten Technik, der Transferkunst, lässt sie schließlich die Vergangenheit von der Gegenwart durchdringen. In dem Verfahren transferiert sie Fotografien historischer Orte oder der Natur mit Farbpigmenten auf Leinwand oder einen transparenten Träger wie z. B. Acrylglas. Durch die Weiterbearbeitung mit Farbe befreit Rikus das Motiv und setzt es in einen neuen Sinnkontext. Nichtgreifbares, die Sehnsucht nach den Quellen und ihren lebendigen Fundamenten wird damit in Bildern ausgedrückt. Mit der künstlerischen Fokussierung auf die gemeinsamen Wurzeln der Kulturen im Sinne einer wertschätzenden Anbindung erhofft sich Susanne Rikus mehr gegenseitige Toleranz und Völkerverständigung. Ihre spezifische Betrachtungsweise alter, kultureller Reichtümer und besonderer Orte wie Kultplätze oder Tempelanlagen, die sie dann entsprechend künstlerisch umsetzt, hat sie erst nach ihrem Autounfall entwickelt.
Die Auseinandersetzung mit ihrer Nahtoderfahrung während des Unfalls – die Ärzte gaben ihr keine Hoffnung je wieder künstlerisch arbeiten zu können – machte sie nicht nur überlebensfähig, sondern schenkte ihr auch tiefe Einblicke und Erfahrungen auf einer hohen Bewusstseinsebene. Damit arbeitet sie seither intensiv und möchte damit dem Seelisch-Geistigen in der Kunst auf Grundlage intuitiver Erfahrung mehr Bedeutung verleihen. Susanne Rikus sieht sich der künstlerischen Tradition von Pionierinnen auf jenem Gebiet, wie beispielsweise der schwedischen Malerin Hilma af Klint (1862–1944) verpflichtet (ohne sie vorher zu kennen), die sich zeitlebens der spirituellen Suche gewidmet hat und deren abstrakte Arbeiten ausnahmslos darauf beruhen. Im Kunstbetrieb spielt diese Thematik zunehmend eine Rolle. So äußert eine Journalistin Anfang November 2020 kurz vor dem Lockdown: „(…) in der Galerie von Susanne Rikus Fine Arts treffe ich die Künstlerin persönlich (…). Diesen Ort erlebe ich kurz vor dem Wegschließen der Kulturorte als einen besonderen Kosmos an Bewegung, Energie und Farbe, eine temperamentvolle moderne Offenbarung zur Kulturgeschichte der Menschheit.“

## Ausstellungen und Performances (Auswahl)
Seit 1992 hatte Susanne Rikus über 100 Ausstellungen im In- und Ausland
- 1994: Kulturpreis des Kreises Höxter gefolgt von der Kulturpreis-Ausstellung auf Schloss Corvey (E)
- 1996: „Frauen sehen Europa,“ Fotowettbewerb Diepholz[11] (G)
- 1997: „Kanada Reise,“ Historisches Rathaus Höxter (E)
- 1998: „Provence – Architektur und Landschaft,“ Stadtsparkasse Bodenwerder (E)
- 2000: Klosterprojekt, Expo 2000, Hannover (E)
- 2002: Studio „Mönchemühle“, Höxter[12] (E)
- 2002: „Dialog der Kulturen,“ Schloss Haemelschenburg, Hameln[13] (G)
- 2002: „Tres artistas alemanes y su region,“ Deutsche Botschaft in Lima, Peru[14] (G)
- 2002: „Poesie der Landschaft,“ Historisches Rathaus Höxter[15] (E)
- 2004: „Paderborn zeigt Flagge“, Kunstevent von 116 Künstlern[16] (G)
- 2005: Time and Space Gallery, Kauai, Hawaii[17] (G)
- 2006–2008: Pasinger Kuvertfabrik, Atelier und Ausstellungen
- 2007: Künstlergruppe Pleinair Pragser Wildsee, Üblackerhäusl München[18] (G)
- 2007: Ausstellung und Performance, Galerie des Wahnsinns, Ratingen[19] (G)
- 2008: Rosenthal Galerie Köln (E)
- 2009: Künstlergruppe, Pasinger Kulturfabrik, München (G)[20]
- 2009: Gesangs-Performance „Hawaiianische und einheimische Lieder“, Museum für Anthropologie München
- 2010–2014: Embracing Love Gallery, Kauai, Hawaii (E)
- 2010: „Figurale Bilder und Skulpturen;“ Cafe Schwartzsche Villa, Berlin (E)
- 2011: Mercedes trifft Susanne Rikus, Mercedes-Benz Gallery, Berlin[21] (E)
- 2011: Mehrere Ausstellungen in Galerien auf Kauai, Hawaii: Island Art Gallery in Hanapepe, Ship Wreck Gallery Kapaa
- 2012–2014: Ausstellungen im Kunsthaus K17, Atelier in Potsdam[22] (G)
- 2013: „Transformation“, Performance in Potsdam[23]
- 2016: Sammlung Hussong – Alle 600 Holzpostkarten, Schloss Corvey Höxter[24] (G)
- 2014–2016: Art Gallery Susanne Rikus Heckmann Höfe (E)
- 2016–2018: Art Gallery Susanne Rikus Steglitz (E)
- ab 2018: Art Gallery Susanne Rikus Heckmann Höfe[25] (E)
- 2018/2019: Bridging cultures, Ausstellung & Gesangsperformance Nov. 2018 bis Jan. 2019 im Prachtwerk Berlin[26]
- 2019: „Hawaii – Reise zum Ursprung,“ Kreishaus Höxter[27] (E)
- 2019: „Mysterien von Pompeji“, Art Gallery Susanne Rikus Heckmann Höfe (E)
- 2019: „Zen & Rhythmus.“ Fotografien und Malereien, Art Gallery Susanne Rikus Heckmann Höfe[28] (E)
- 2020: „Joyful moments - NOW!“ Art Gallery Susanne Rikus (E), Gallery Weekend Berlin[29]
- 2020/2021: Island Art Gallery in Hanapepe, Kauai, Hawaii

## Arbeiten in privaten und öffentlichen Sammlungen
- Viktor Herzog von Ratibor und Fürst von Corvey, Höxter
- Lippold von Klencke, Schloss Hämelschenburg, Hameln
- Alexander von Köckritz, Amelunxen
- Kreis Höxter und Kreis Hameln
- Sparkasse Höxter und Hameln
- Eva Gelsdorf, Wehrden
- Larry Magnussen, Lawaii (Hawaii)
- Klaus Himmelreich, Köln
- Joachim Köhrich, Berlin